# نازمبور
نازمبور هي قرية تقع في مقاطعة كابورتهالا التي تتبع ولاية بنجاب في الهند وتقع على بعد 10 كيلومترات من مقاطعة كابورتهالا. عمدة القرية هو ساربانش باعتباره الممثل المُنتخب.

## التركيبة السكانية
وفقاً لتقرير نشرته تعداد الهند في عام 2011 بوجود 65 منزلاً في نازمبور حيث يبلغ اجمالي عدد سكانها 365 شخص منهم 204 من الذكور و 161 من الإناث  فمعدل الإلمام بالقراءة والكتابة في نازمبور هي 89.44% وهي نسبة أعلى من متوسط الولاية والتي تشكل 75.84 %. يبلغ عدد الأطفال في الفئة العمرية من رضيع إلى عمر 6 سنوات إلى 24 التي تشكل نسبة 6.58% من إجمالي السكان ويبلغ نسبة الذكور والإناث بين الأطفال حوالي 1000 وهي أعلى نسبة من متوسط الولاية التي تبلغ 846.

## البيانات السكانية
| تفاصيل                    | المجموع | الذكور  | الإناث  |
| مجموع عدد المنازل         | 65      | --      | --      |
| الســكان                  | 365     | 204     | 161     |
| الاطفال (6- 0) سنوات      | 24      | 12      | 12      |
| طائفة منبوذة              | 27      | 12      | 15      |
| قبيلة منبوذة              | 0       | 0       | 0       |
| الالمام بالقراءة والكتابة | 44.89 % | 91.15 % | 25.87 % |
| مجموع العاملين            | 154     | 139     | 15      |
| عامل رئيسي                | 97      | 0       | 0       |
| عامل ثانوي                | 57      | 44      | 13      |

## القرى المجاورة
- قرية بوت
- قرية باهريبور
- قرية روبانبور
- قرية سوبهانبور
- قرية باجولا
- قرية داندهاو
- قرية شاهبوربيرا
- قرية هامبوال
- قرية غوالوال
- قرية جاجي جودانا